# Derivada temporal
Una derivada temporal es una derivada de una función con respecto al tiempo, habitualmente interpretada como la tasa de cambio del valor de la función. La variable que denota el tiempo se suele escribir como {\displaystyle t\,}.

## Notación
Se usan diferentes notaciones para denotar la derivada temporal. Además de la notación habitual (de Leibniz),
{\displaystyle {\frac {dx}{dt}}}
una notación abreviada muy común, especialmente en física, es el punto superior, esto es,
{\displaystyle {\dot {x}}}
Esto se llama notación de Newton.
También se usan derivadas temporales de mayor orden: la derivada segunda con respecto del tiempo se escribe como
{\displaystyle {\frac {d^{2}x}{dt^{2}}}}
con su versión abreviada {\displaystyle {\ddot {x}}}.
Como generalización, la derivada temporal de un vector dado,
{\displaystyle {\vec {V}}=\left[v_{1},\ v_{2},\ v_{3},\cdots \right]\ ,}
se define como el vector cuyas componentes son las derivadas de las componentes del vector original. Esto es,
{\displaystyle {\frac {d{\vec {V}}}{dt}}=\left[{\frac {dv_{1}}{dt}},{\frac {dv_{2}}{dt}},{\frac {dv_{3}}{dt}},\cdots \right]\ .}

## Uso en física
Las derivadas temporales son un concepto clave en física. Por ejemplo, para una posición que varíe en el tiempo {\displaystyle x\,}, su derivada temporal {\displaystyle {\dot {x}}} es su velocidad, y su derivada segunda con respecto al tiempo, {\displaystyle {\ddot {x}}}, es su aceleración. En ocasiones se usan incluso derivadas de mayor orden: la derivada tercera de la posición con respecto al tiempo se conoce como sobreaceleración.
Un gran número de ecuaciones fundamentales en física involucran derivadas temporales primeras o segundas de cantidades. Muchas otras cantidades fundamentales en ciencia son derivadas temporales de otras:
- la fuerza es la derivada temporal del momento
- la potencia es la derivada temporal de la energía
- la corriente eléctrica es la derivada temporal de la carga eléctrica

entre otras.
También es común en física la derivada temporal de un vector, como la velocidad o el desplazamiento. Al tratar con una derivada de este tipo, tanto la magnitud como la orientación pueden depender del tiempo.

### Ejemplo: movimiento circular

Relación entre coordenadas cartesianas (x,y) y coordenadas polares (r,θ).

Por ejemplo, sea una partícula moviéndose en una trayectoria circular. Su posición viene dada por el vector desplazamiento {\displaystyle r=x{\hat {\imath }}+y{\hat {\jmath }}}, relacionado con el ángulo, θ, y la distancia radial, r, como se define en la figura:
{\displaystyle {\begin{aligned}x&=r\cos \theta \\y&=r\sin \theta \end{aligned}}}
Tomemos por ejemplo θ = t. El desplazamiento (posición) en cualquier tiempo t viene dado por
{\displaystyle \mathbf {r} (t)=r\cos(t){\hat {\imath }}+r\sin(t){\hat {\jmath }}}
Esta forma muestra que el movimiento descrito por r(t) está en una circunferencia de radio r ya que la magnitud de r(t) viene dada por
{\displaystyle |\mathbf {r} (t)|={\sqrt {\mathbf {r} (t)\cdot \mathbf {r} (t)}}={\sqrt {x(t)^{2}+y(t)^{2}}}=r\,{\sqrt {\cos ^{2}(t)+\sin ^{2}(t)}}=r}
usando la identidad trigonométrica sin2(t) + cos2(t) = 1, y donde {\displaystyle \cdot } es el producto escalar euclídeo usual.
Con esta forma para el desplazamiento se encuentra fácilmente la velocidad. La derivada temporal del vector desplazamiento es el vector velocidad. En general, la derivada de un vector es un vector formado por las derivadas temporales de cada componente correspondiente del vector original. Así, en este caso, el vector velocidad es:
{\displaystyle {\begin{aligned}\mathbf {v} (t)={\frac {d\,\mathbf {r} (t)}{dt}}&=r\left[{\frac {d\,\cos(t)}{dt}},{\frac {d\,\sin(t)}{dt}}\right]\\&=r\ [-\sin(t),\ \cos(t)]\\&=[-y(t),x(t)].\end{aligned}}}
Por tanto la velocidad de la partícula es no nula incluso aunque la magnitud de la posición (esto es, el radio de la trayectoria) es constante. La velocidad está dirigida perpendicularmente al desplazamiento, como se puede comprobar usando el producto escalar:
{\displaystyle \mathbf {v} \cdot \mathbf {r} =[-y,x]\cdot [x,y]=-yx+xy=0\,.}
La aceleración es la derivada temporal de la velocidad:
{\displaystyle \mathbf {a} (t)={\frac {d\,\mathbf {v} (t)}{dt}}=[-x(t),-y(t)]=-\mathbf {r} (t)\,.}
La aceleración está dirigida hacia el interior, hacia el eje de rotación. Apunta en sentido contrario al vector de posición y perpendicularmente al vector velocidad. Esta aceleración dirigida al interior se llama aceleración centrípeta.

## Uso en economía
En economía, muchos modelos teóricos de evolución de varias variables económicas se construyen en un tiempo continuo y por tanto emplean derivadas temporales, como el modelo exógeno de crecimiento.ch. 1-3. Algunas situaciones involucran una variable de existencias y su derivada temporal, una variable de flujo. Ejemplos de esto incluyen:
- El flujo de inversión fija neta es la derivada temporal de la existencia de capital.
- El flujo de inversión en inventario es la derivada temporal de la existencia de inventarios.
- La tasa de crecimiento de la oferta de dinero es la derivada temporal de la oferta de dinero dividida por la propia oferta de dinero.

En ocasiones puede aparecer en el modelo la derivada temporal de una variable de flujo:
- La tasa de crecimiento de la producción es la derivada temporal del flujo de producción dividida por la producción.
- La tasa de crecimiento de la mano de obra es la derivada temporal de la mano de obra divida por la propia mano de obra.

Y en ocasiones aparece una derivada temporal de una variable que, al contrario que en los ejemplos anteriores, no se mide en unidades monetarias:
- Puede aparecer la derivada temporal de la tasa de interés clave.
- La tasa de inflación es la tasa de crecimiento del nivel de precio (esto es, la derivada temporal del nivel de precio dividida por el nivel de precio).